# Apache OpenOffice
Apache OpenOffice és un paquet ofimàtic lliure, de codi obert i de distribució gratuïta que inclou eines ofimàtiques. Està disponible en català (traduccions de voluntariat). Suporta nombrosos formats d'arxiu, incloent com a predeterminat el format estàndard ISO/IEC OpenDocument (ODF), entre d'altres formats comuns. Tanmateix s'enfoca en mantenir la compatibilitat amb el format de Microsoft, l'estàndard OpenOffice XML.
Apache OpenOffice és un dels successors del projecte OpenOffice.org (juntament amb LibreOffice que es manté més activament) i integra característiques d'altres paquets ofimàtics com l'IBM Lotus Symphony. Està disponible per a diverses plataformes, com ara Microsoft Windows, Linux, derivats de BSD, Solaris i Mac OS X, a més de diversos ports a altres sistemes operatius. El programari és distribuït sota la llicència Apache. La primera versió llançada va ser la 3.4.0, el 8 de maig de 2012.

## Història
Apache OpenOffice deriva de l'OpenOffice.org, un projecte que té com a base inicial a StarOffice, un paquet ofimàtic desenvolupat per StarDivision i adquirit per Sun Microsystems a l'agost de 1999. Posteriorment, el gener de 2010, Oracle Corporation adquirí Sun Microsystems continuant amb el desenvolupament de l'OpenOffice (reanomenan-lo Oracle OpenOffice) i de l'StarOffice. El codi font de l'aplicació està disponible sota la Llicència Pública General limitada de GNU (LGPL) versió 3 fins a la versió 3.4.0 Beta 1.9 Després de l'adquisició de Sun el 2010, Oracle Corporation va deixar de donar suport al desenvolupament comercial i al juny de 2011 va donar la suite a la Incubadora d'Apache per convertir-se en un projecte de l'Apache Software Foundation. Posteriorment, al desembre de 2011, l'Apache Software Fundació va anunciar que el nom del projecte es convertiria en Apache OpenOffice.

## Funcionalitats
Pot llegir i escriure directament els fitxers creats amb els programes de Microsoft Office Word, Excel i PowerPoint, tot i que, a diferència d'aquest, fa servir per defecte els formats ODF, que són estàndard ISO, IEC i OASIS. La mida dels fitxers desats en els formats ODF és força menor a la mida dels fitxers equivalents desats amb els formats de Microsoft Office.
Hi ha versions d'OpenOffice.org per a GNU/Linux, Microsoft Windows, Solaris i MacOS.
Les versions més recents de StarOffice estan basades en el codi base de l'OpenOffice.org (de forma similar a la relació existent entre Netscape Navigator i Mozilla).

## Competència i difusió
Està dissenyat per a competir amb el que fins ara és el número 1 del mercat, Microsoft Office, de manera que la seva interfície permeti a qualsevol usuari de Microsoft Office fer servir OpenOffice.org des del primer moment i sense haver d'adquirir cap nou coneixement. Un estudi del 2004 situa el percentatge d'usuaris de l'OpenOficce.org al 5%. Un estudi de mercat realitzar per un servei d'anàlisi web el 2010, basat en més de 200.000 usuaris, va mostrar la disparitat d'ús de l'OpenOffice.org en funció del país d'origen: 0,2% a la Xina, 9% als Estats Units i el Regne Unit, per sobre del 20% a països com Alemanya, Polònia i la República Txeca.

## The Document Foundation i LibreOffice
El 28 de setembre de 2010 membres del projecte OpenOffice.org van crear un nou grup anomenat The Document Foundation per tal de desenvolupar un variant (fork) de l'OpenOffice.org amb el nom de provisional de "LibreOffice". La funció d'aquesta fundació ha estat la de coordinar el desenvolupament del LibreOffice; així han aparegut diverses versions de LibreOffice, mentre que OpenOffice s'ha mantingut estancada (a setembre de 2012 ja existeix la versió 3.6 del LibreOffice, mentre que l'OpenOffice només va fer una mínima actualització el gener del 2011 de la versió 3.3). Oracle fou convidada a esdevenir un membre de la fundació i se li va demanar que donés la marca d'OpenOffice.org al projecte -la "marca" és propietat de l'empresa, per això de moment no han canviat el nom-.
The Document Foundation va rebre el suport d'actors importants de l'àmbit del programari lliure incloent companyies com Novell, RedHat, Canonical i Google. L'objectiu fou produir un paquet ofimàtic independent d'empreses privades, sense restriccions de copyright, per tal de tenir el suport total i una major col·laboració de la comunitat de programari lliure.

## Eines incloses
- Writer, un processador de textos que es pot fer servir d'editor WYSIWYG.
- Calc, per a treballar amb fulls de càlcul.
- Draw, per a dibuixos, amb la possibilitat d'exportar al format SVG.
- Impress, per fer presentacions visuals
- Math, editor de fórmules matemàtiques.
- Base, un programa gestor de bases de dades.

## Formats de fitxer utilitzats normalment
OpenOffice.org usa els següents formats de fitxer:
| Tipus de document                       | Extensió de fitxer |
| --------------------------------------- | ------------------ |
| Full de text: OpenDocument Text         | .odt               |
| OpenDocument Text Template              | .ott               |
| OpenDocument Master Document            | .odm               |
| HTML Document                           | .html              |
| HTML Document Template                  | .oth               |
| Full de càlul: OpenDocument Spreadsheet | .ods               |
| OpenDocument Spreadsheet Template       | .ots               |
| Dibuix vectorial: OpenDocument Drawing  | .odg               |
| OpenDocument Drawing Template           | .otg               |
| Presentació: OpenDocument Presentation  | .odp               |
| OpenDocument Presentation Template      | .otp               |
| Fórmules: OpenDocument Formula          | .odf               |
| Base de dades: OpenDocument Database    | .odb               |
| OpenOffice.org Extensions               | .oxt               |